# 後洲溪
後洲溪，位於台灣北部之縣市管河川，幹流長度5.50公里，流域面積3.05平方公里，分佈於新北市淡水區。主流發源於淡水區蕃薯里三角埔西端近興仁里大牛稠之埤塘，向西北西流經大牛稠、八里堆、田心仔，最終於後洲子西南側注入台灣海峽。